# آرامگاه چونچو چونگ
آرامگاه چونچو چونگ، (به کره ای: 천추총) این آرامگاه در منطقه ماسون، شهر جی‌آن در استان جی‌لین چین قرار دارد و در نزدیکی رود یالو واقع شده است. در این آرامگاه آجری با کتیبه «پایداری ابدی برای هزار پاییز و ده هزار سال» کشف شد و به همین دلیل نام آن را «چونچو چونگ» گذاشته‌اند.
در میان مجموعه آرامگاه‌های تونگ‌گو، این آرامگاه همراه با ایمکانگ‌چونگ و آرامگاه گوانگ‌گه‌تو بزرگ، یکی از بزرگ‌ترین و وسیع‌ترین آرامگاه‌های سنگی به‌شمار می‌آید و آن را آرامگاه شاهان گوگوریو می‌دانند. این آرامگاه در فهرست باستان‌شناسی با شماره ۱۰۰۰ منطقه ماسون (JMM 1000) ثبت شده است.

## ساختار آرامگاه
این بنا بزرگترین آرامگاه تپه سنگی در گروه آرامگاه‌های ماسانوگو از گروه آرامگاه‌های تونگ‌گو است. هر ضلع آن تقریباً ۶۳ متر طول و ۱۰ متر ارتفاع دارد. بعدها، تپه‌ای که آرامگاه در آن ساخته شده بود به دلیل استخراج خاک آسیب دید و برخی از سنگ‌های استفاده شده در آرامگاه نیز کنده شدند که باعث شد آرامگاه کمی فرو بریزد. اکنون بخشی از آرامگاه فرو ریخته است و عرض قسمت شمالی آرامگاه به ۷۱ متر افزایش یافته است، اما اندازه اصلی آن تخمین زده می‌شود که یک نقشه مربع شکل در حدود ۶۳ متر بوده است، که با بررسی آشکار می‌شود که این آرامگاه در نوع اولیه خود گسترده‌تر از اندازه فعلی بوده‌ است.
عموماً اعتقاد بر این است که این سازه تقریباً به همان شیوه آرامگاه ته‌وانگ‌نونگ ساخته شده است. تفاوت این است که آرامگاه ته‌وانگ‌نونگ از محفظه اصلی تا نمای بیرونی سالم است، در حالی که آرامگاه چونچو چونگ اینطور نیست. در بالای آرامگاه چونچو چونگ، درست مانند آرامگاه ته‌وانگ‌نونگ، یک محفظه سنگی به شکل خانه وجود دارد. قطعاتی که آرامگاه را تشکیل داده‌اند، تأیید شده‌اند. بر اساس موارد تأیید شده در ته‌وانگ‌نونگ، تخمین زده می‌شود که اتاق تدفین با قرار دادن یک تابوت سنگی به شکل خانه در یک اتاق سنگی ساخته شده است. بنابراین، چونچو چونگ به عنوان یک آرامگاه اتاق سنگی پله‌دار، درست مانند ته‌وانگ‌نونگ، طبقه‌بندی می‌شود. چونچو چونگ نیز مانند ته‌وانگ‌نونگ، پله‌ها را ساخته و سپس اتاق تدفین را در بالای مقبره ساخته است، بنابراین بسیار محتمل است که در فضای مسطح باقی مانده، ساختمانی با کاشی و کاشی‌های سقفی تزئین شده باشد. به طور خاص، آجرهایی با کلمات فرخنده در سطح صاف چونچو چونگ یافت شد، که در مورد ته‌وانگ‌نونگ نیز صادق است.
پله‌ها نیز بسیار شبیه به ته‌وانگ‌نونگ هستند. یک پایه سنگی با استفاده از یک لایه شن و خاک زرد به عنوان پایه ساخته شده است و سپس یک پله با استفاده از سنگ‌هایی به بزرگی سنگ‌های استفاده شده در پایه ساخته شده است و پله‌های بالا با استفاده از سنگ‌های نسبتاً کوچک ساخته شده‌اند. محل قرارگیری یک سنگ بزرگ محافظ آرامگاه نیز مانند آرامگاه ته‌وانگ‌نونگ است. یک تفاوت جزئی این است که سنگ‌های استفاده شده در این آرامگاه در مقایسه با سنگ‌های استفاده شده در آرامگاه پادشاه گوانگ‌گه‌تو، کمی ناشیانه ساخته شده‌اند.

## صاحب آرامگاه
معمولاً هویت ساکن چونچو چونگ یا صاحب آرامگاه را بر اساس شکل برآمدگی سقف کاوش شده از چونچو چونگ استنباط می‌کنند. اگرچه در اسناد مربوط به سودا چانگ و ته‌وانگ‌نونگ اطلاعاتی وجود دارد، اما روند استفاده از برآمدگی‌های سقف در گوگوریو به عنوان تغییر از برآمدگی‌های سقف با طرح طوماری به برآمدگی‌های سقف با طرح نیلوفر آبی شناخته می‌شود. بنابراین، چونچو چونگ، که برآمدگی‌های سقف با طرح نیلوفر آبی در آن تأیید شده است، باید دیرتر از سودا چانگ، یک آرامگاه تپه سنگی همسطح آرامگاه سلطنتی که برآمدگی‌های سقف با طرح نیلوفر آبی در آن یافت نشده است، یا آرامگاه اوسانها شماره ۹۹۲، که آن هم یک آرامگاه تپه سنگی همسطح مقبره سلطنتی است، ساخته شده باشد. از آنجایی که وجود برآمدگی‌های سقف با طرح طوماری بیشتر از برآمدگی‌های سقف با طرح نیلوفر آبی در چونچو چونگ تأیید شده است، گمان می‌رود که این بنا زودتر از ته‌وانگ‌نونگ و جانگ‌چونگ، که برآمدگی‌های سقف با طرح نیلوفر آبی در آنها تأیید شده است، ساخته شده باشد.
در همین حال، تأیید شده است که کتیبه‌ای با مضمون «□浪趙將軍···□在永樂(□랑조장군···□재영락)» بر روی کاشی سقفی که از مقبره چئونچو کاوش شده است، حک شده است. برخی این کتیبه در یونگ‌ناک را به عنوان مدرکی مبنی بر بازسازی آن در دوره یئونگ‌‌ناک، ۳۹۱-۴۱۲، می‌دانند. علاوه بر این، تحقیقاتی وجود دارد که استدلال می‌کند کتیبه روی سایر کاشی‌های سقف که همزمان تأیید شده‌اند، نشان می‌دهد که این بنا در سال ۳۹۵ (سال اولمی) یا ۴۰۷ (سال جونگمی) در دوره یونگ‌ناک، ۳۹۱-۴۱۲ ساخته شده است. اگرچه صحت هیچ یک از این دو دیدگاه قطعی نیست، اما شواهد کافی وجود دارد که این آرامگاه تپه سنگی حداقل قبل یا حدود زمانی که گوانگ‌گه‌تو بزرگ از عنوان سلطنت خود استفاده می‌کرد، ساخته شده است. همچنین، از آنجایی که عموماً گمان می‌رود که آرامگاه‌های سودا چانگ و اوسانها شماره ۹۹۲ در اوایل تا اواسط قرن چهارم ساخته شده‌اند، با توجه به شجره‌نامه پادشاهان گوگوریو، نمی‌توان ساخت چونچو چونگ را تا اواخر قرن چهارم دانست. بنابراین، اغلب به این بستگی دارد که چه کسی مالک آرامگاه‌هاب ته‌وانگ‌نونگ و جانگچونچونگ در نظر گرفته می‌شود، که نسبتاً قطعی است که دیرتر از چئونچوچونگ ساخته شده‌اند. اگر مالک آرامگاه‌های ته‌وانگ‌نونگ و جانگ‌چونچونگ، گوانگ‌‌گه‌تو بزرگ و جانگسو باشد، پس می‌توان چونچو چونگ را به‌طور طبیعی پادشاه گگوک‌یانگ فرض کرد. از سوی دیگر، اگر پادشاه گگوک یانگ و پادشاه گوانگ‌‌گه‌تو، صاحبان آرامگاه‌های تپه سنگی هر آرامگاه سلطنتی باشند، پس مالک چونچو چونگ به‌طور طبیعی پادشاه سوسوریم خواهد بود. همچنین مواردی وجود دارد که در ارتباط با این سوال که آیا یک مقبره، مقبره سلطنتی است یا خیر، در نظر گرفته می‌شود و بسته به نظر محقق، مواردی وجود دارد که تحت شرایط مختلف به پادشاه گگوکوون نسبت داده می‌شود. با این حال، از آن زمان، نظر عمومی این بوده است که یا پادشاه گگوک‌یانگ یا پادشاه سوسوریم مالک آرامگاه است. در مورد پادشاه گوگوک‌یانگ به‌عنوان مالک مقبره، کشوری که در عنوان سلطنتی گوگوریو آمده است، یک مکان خاص است. یعنی، چونچو چونگ، ته‌وانگ‌نونگ و جانگ‌چونچونگ در ارتفاعی کمی بالاتر از زمین مسطح قرار دارند. از سوی دیگر، در مورد پادشاه سوسوریم به عنوان صاحب آرامگاه، هیچ مقبره پادشاهی با عنوان سلطنتی در گروه تپه‌های ماسونگو وجود ندارد، بنابراین استدلال می‌شود که منطقه اطراف چونچو چونگ یک جنگل است.
بسیاری از آثار باستانی در ته‌وانگ‌نونگ کشف شده‌اند که نقش مهمی در گاهشماری آثار باستانی شرق آسیا ایفا می‌کند. به طور خاص، از آنجایی که بسیاری از آثار باستانی کشف شده مربوط به شیلا و گایا هستند، صاحبان آرامگاه و تاریخ‌های پیرامون چونچو چونگ، ته‌وانگ‌نونگ و آرامگاه ژنرال قبلاً در بسیاری از مطالعات تاریخی و باستان‌شناسی در مورد شیلا و گایا مورد بحث قرار گرفته‌اند. در دنیای باستان‌شناسی، بسته به اینکه از کدام گاهشماری خاص پیروی شود، صاحب آرامگاه چونچو چونگ، پادشاه سوسوریم یا پادشاه گگوک‌یانگ در نظر گرفته می‌شود.

## دیگر
این آرامگاه، نسبت به دو آرامگاه بزرگ دیگر یعنی «آرامگاه‌ گوانگ‌گه‌تو بزرگ و آرامگاه ژنرال» بازدید کمتری دارد، که می‌توان دلیل آن را تخریب دانست.